# Дебарска Малесија
Дебарска Малесија или Малесија (алб. Malësia) је једна од области у Албанији.
Иван Јастребов је писао о овом крају. На десној обали Дрима (Црни Дрим) западно од Дебра — Горњег и Доњег уздижу се планине Малесије (Дебарска Малесија). Малесију чине Грујка Маде (Велики Преслоп) и Грујка Вогељ, Љусна, Мухури и Чидна. Житељи се називају Малисори, тј. горштаци. 

## Велика Грујка (Грујка Маде)
У Дебарској Малесији су двије увале којима се пролази из Дебра. Једна води у Велику Грујку коју би Јастребов радије да назове Високом јер су планине у њој више него у Малој Грујки, а уз то у посљедњој и број становника премашује број житеља у Великој Грујки. У ратовима је Велика Грујка имала предност над Малом Грујком, па Велика Грујка иде са својом заставом испред Мале Грујке. Башибозуци би у ратовима ишли са својом заставом први, за њима слиједи застава Голог Брда, па Велике Грујке, Мале Грујке... Великој Грујки је на истоку граница Дрим, а на југу Голо Брдо, на западу планине Буљшиње и на сјеверу планина Кациње, која је на карти ознаена Brat.
Простор који заузимају села Велике Грујке није велик. Мјесто је брдовито и сасвим шумовито. Ту је и планина Баљџај која се налази између планина Буљшињеје и Чељс. Читава планина је прекривена боровим дрвећем. На њој постоје три (седам) језера. Језера су стално у таласима и производе велики шум. Немирна су и када нема вјетра. Села Грујке су смјештена недалеко од рјечице Витозезе, која тече са планине Буљшина у Дрим. Десном обалом ове ријеке пролази пут из Дебра за Гурибард и некада, у бајрак Божић у Мату.
Села Велике Грујке, у време Јастребова, су: Краик(е) (60 кућа), Зершан (250 кућа), Годивија (а не Годибље као на старим картама) (60 кућа), Пељади(ој) (50 кућа), Софрас(ч)ан (80 кућа) (ово село се још зове и Шафран). Укупно 500 кућа, тј. до 1000 пушака (војно способних мушкараца).
Код села Шафрана или Сафрасана, на заравни у долини близу ријеке су биле рушевине Ћутета, који се зове Кршет. Рушевине су зарасле у жбуње а Јастребов није нашао никакве записе. Ћутет се састојао од великог караван-сараја у облику паралелограма с једним вратима на истоку, као и Гражданима и Валбони. Унаоколо зидина су биле просторије за становање. Остаци су грађевина из римског доба, старих времена када је свако племе или округ имало свој џутет, тј. civitas. Недалеко од овог утета преко ријеке је био мостић, иза кога се уздиже планина Буљушње са житељима села Буљушиње, која су чинила посебан бајрак. Буљшиње (и Буљчица по изговору у Галичнику) са истока се омеђује, мостом Ура Џутет, којом одваја Велику Грујку, на југу планином Мартинеш, на западу Матским бајраком Божић и планином Кљоси, на којој је раштркано истоимено село са 200 кућа, на сјеверу се међи са бајраком Чељс (Леља), планином Патејна са истоименим селом. Буљшиње, село разбацано по обронцима изразито живописне планине богате буковом шумом, било је до 500 кућа. Није било ни џамија ни остатака не Шуке старије богомоље. Житељи се називају Бекташ и они се придржавају правила те муслиманске секте. 

## Мала Грујка (Грујка Вогељ)
Смјештена је сјеверно од Велике Грујке, са истока се од Горњег Дебра одваја Дримом, наспрамно се виде рушевине Граждана, на западу се омеђује планином Кациње (Кацнај), а на сјеверу планином Љусна и истоименом бајраком (у турско вријеме).
У Грујки је било 16 села: Џураси (30 кућа), Зог(ај)т (25 кућа), Блаца (30 кућа), Штошан(и) (20 кућа), Маже(и)ца (30 кућа), Тропојан(и) (30 кућа), Шупенч(ц)а (20 кућа), Окшатејна (15 кућа), Горица (30 кућа), Хомези(ш) (100 кућа), Шопеза(нца) (40 кућа), Љашани (50 кућа), Шеренци (50 кућа), Џураси (40 кућа), Номеши (100 кућа), Черепец (-). Укупно је било око 600 кућа и скоро исто толико душа способних за рат, као и у Великој Грујки, оних 1000.
У овој Грујки планине нису тако високе ни шумовите као у Великој Грујки. Крај нема рушевина града или тврђаве. Само села Зогај, Тропоја и Горица имају рушевине мањих цркава са гробљима која их окружују.

## Љусна (Љузнија)
Смјештена је сјеверно од Мале Грујке. Са истока се грании Дримом иза којег су села Доњег Дебра, Доброва, Грева, Мељани, Положани, Монтрејна и др. Са запада Љусну од Мата и код села Селиште одваја рјечица Мур, која се улива у Дрим у (некада) најраку Мухури код мјесташцета Синете.
У Љусини је било ових 13 села, од сјевера ка југу: Миркај (15 кућа), Катунири (10 кућа), Арап (10 кућа), Ликај (15 кућа), Серафет (Сефери) (10 кућа), Мера(е)т (Лишан) (15 кућа), Тосет (25 кућа), Зотет (30 кућа), Хотеши (30 кућа), Џуржи (40 кућа), Нколи (40 кућа), Берколи (30 кућа), Манукај (25 кућа). Укупно, око 300 кућа. 
Само су се код три села (Миркај, Тосет и Хотеши) у доба Јастребова још видјеле рушевине цркава и малих гробаља. По казивању становништва, црква близу села Миркај, са сјеверне стране у планину, је уживала посебну славу. Црква је била богата и припадало јој је доста земљишта. Тада је носила назив Лимс. Црква није била велика а налазила се у планини на веома истакнутом мјесту. Код порушене цркве су около стајале гомиле камења. Вјероватбо је ту био мањи манастир. И Арнаути поштују то мјесто, па нико ни камен не смије да пипне. Вјеровали су да ако би користили камену грађу цркве да би их задесила тешка болест или смрт. Арнаути су из поштовања према овом мјесту ту поставили једно велико и старо звоно, које су пронашли. Јастребов није обишао то звоно да би прочитао евентуални натпис. Љуснани и сви Малисори из Дебра су прешли на ислам тек недавно (од времена Јастребова). Без одлика фанатизма, неки стаци Малисори су Јастребову отворено говорили да се повољан прелазак у муслимане одиграо прије највише 150 година. Од тада је по многим селима Малесије остало још много људи чврстих у православном хришћанству (у том крају није било католика), али су и они вољно или невољно, временом прелазили у ислам.
Прелазак у ислам је на почетку био формалан, само промјена имена. Нико није подизао џамије (као што ни у доба Јастребова у Малесији није било џамија), а попова нигдје није било, цркве су пале и урушиле се. Жене су још дуго посјећивале те рушевине, да би временом и то престало. Остао им је обичај да још само жене носе хришћанска имена и то нико не сузбија. Малисорке не ступају у контакт с варошанкама и нису науила женска муслиманска имена, тако да су честа имена међу њима Ката, Мара, Љуба. Јастребов их је питао кога више поштују - хоџу или попа, а одговарале су му да попа поштују више. Хришанство није сасвим нестало али се ни ислам није примио, не само код жена него ни код мушкараца. Индиферентни су према религији. И у хришћанско доба то је било формално вршење обреда о празницима. Учење о вјери им је било непознато. Тако се са урушавањем храмова угасила и посљедња искра хришћанске самосвијести, али без потребе за подизањем џамија. У Мату је била само једна џамија, у Млису. Школа нису имали, ни у Мату ни у читавој Малесији.
Мат, Љусна и Мала Грујка су по страни од главних путева Дебра с Елбасаном, Охридом... Малисори нису цијенили житеље градова и равнице. Богумили су уништили дебарско владичанство, па су примили ислам приликом прве турске најезде на Дебар. Горњи Дебар није очувао ни један хришчански празник, док у Доњем Дебру муслимани уз велику свечаност празнују Св. Николу 9. маја по старом каледнару. Три дана нису радили, госте се, а и 15. августа празнују три дана. Шимри и Малисори такође у Грујкама и Мухуру славе и Св. Ђорђа 23. априла.
У Мату и Малесији муслимани нису држали рамазан, нису знали да врше намаз. Мало који Арнаутин се знао помолити као муслиман. Већина их и није знала шта је то молитва. Мањина је унама одговарати обичне изразе: ањхмаду љиља и сл. Ту је најизраженије одсуство религиозне свијести, али им то не смета да буду велики фанатици у односу на хришћане, посебно европске. Вјеровали су да су муслимани изнад осталих и да једно њих Алах воли, и да су само они чисти, без обзира на прљавштину у којој живе и на красте. Јастребов је доживјео да га прљави Арнаути посматрају и пипају, диве се његовој чистоћи али је један од њих, који не зна за културу и хигијену ипак констатовао да нема на свијету нико чистији од Арнаутина.

## Мухури
Сјеверно од Љусне смјештен је био бајрак Мухури (чуло се Мокри, како је и на тадашим картама). Источно тече Дрим, на западу је гребен планине који одваја Мат и Селиту од Љусне, Мухура и Чидне. Између Мата, Љусне и Мухура је планина Деја, а између Селите и Чидне се зове Ваљмор. Између Љусне и Мухура граница пролази покрај омањег кршевитог брда на којем се виде рушевине мале куле са два сеоцета на западној и источној страни Сина зир и Сина тепер (Сина доња и горња). Сина у множини на арнаутском је Синете. Зову их Горњи и Доњи Синај. Између је село Мзет. Рјечица Сета (а не Зета) извире у планини Деја и тече у правцу сјевера, потом се окреће ка истоку и уљва се у Дрим.
Мухури је имало 13 села: Шкјафи (25 кућа), Хурда (мухуриш) (15 кућа), Буљачи (10 кућа), Вајмзе (18 кућа), Широконон (15 кућа), Чуркај (14 кућа), Кура Бођој (?), Хурда мухуриш (15 кућа), Вакуф (Кишавец) (50 кућа), Реф (50 кућа), Кало (30 кућа), Сина пошт (8 кућа), Сина тепер (9 кућа). Укупно око 300 кућа. Становништво је веома сиромашно као и у Чидни. Тип је другачији него у Дебру, Мату, Љусни. Као и Чединци и Фанди имају дугачке уши, црномањасти изглед и невелики раст. Дебарски Арнаути и Маани их не сматрају својима. Не сматрају их Арнаутима него Циганима, јер су и Дебрани и Маани назив прави Арнаути присвојили искључиво за себе.
У селу Пкјафа је живјео бајрактар. Источније код тог села, 10 минута пјешке, на брду су постојале рушевине цркве Светог Марка. Малисори су је звали Киша Маркут. О њој ништа више нису знали сем да су је Турци порушили када су пролазили овим крајем против каурина. Прича се односи на вријеме када су Фируз-паша, а за њим и Мустафа-паша (послије пораза Мађара код Варне) прошли овуда у борни против Скендербега. Код села Хурда и Буљачи су биле мале џамије без минарета. Хурда се називала и Коришом јер се сеоце налазило у јарузи која се није видјела ни са једне стране.

## Чидна
У Чидни је у вријеме Јастребова било шест села. На југу се омеђује рјечицом Сета код села Љушаја, на истоку протиче Дрим. С друге стране Дрима се уздиже планина Грама. На западу је планина Ваљмор, на сјеверу ријека Љурска Зал, код које је село Реч, а од рјечице јужно недалеко је Дарда vis a vis Калисе. Јастребов се пита да ли је Чидна предио о којем говори Скендербегов животописац, да га је султан Мехмед уништио на повратку из Кроје.
Шест села Чидне су била: Љушај (70 кућа), Сет (30 кућа), Нока (25 кућа), Алие (30 кућа), Блачај (25 кућа), Каљоши (30 кућа). (Брест, Кастриот, Љешај, Љач, Кукај, Мстаф, Суљај, Кољтракај, Кандир).
У Чидни је село Арос, изнад њега је Ђутеш и ту је, по казивању људи, живјео Скендербег. Становништво је дивље. Као и Мухурани не знају за кошуљу па ни за доње рубље. У Чидни и селу Реч су толико дивљи да, као животиње, не знају за стид. Ту су сви голи. Жене су буквално у „Евиној одјећи”. Само се зими покривају саргијом и дроњама, ритама од разних парчади. Мушкарци носе само доње рубе, а зими голотињу прикривају џурдином (врста кратког капута). Тло није плодно, каменито је. Нису способни за комуникацију с људима. Јастребову прије личе на животиње у људском облику. Славни су у разбојништву. Хранили су се кукурузом без соли, млијеком и сиром. За другу храну не знају. За шећер који је Јастребов користио током пута, уз чај, су мислили да је снијег. У Чидни и Селиту и Арњи је сретао Арнауте који нису знали шта је сол, иако у њиховом језику постоји ријеч која означава сол. 